# Fântâni (okręg Dolj)
Fântâni – wieś w Rumunii, w okręgu Dolj, w gminie Goiești. W 2011 roku liczyła 272 mieszkańców.